# Tadighoust
Tadighoust ou Tadighouste (en amazigh : ⵜⴰⴷⵉⵖⵓⵙⵜ, en arabe : تاديغوست).
Localité du Maroc située dans la province d'Errachidia, région de Drâa-Tafilalet. Tadighouste se trouve à 18 km au nord de Goulmima. C'est une palmeraie traversée par l'oued Ghriss ayant une population estimée à plus de 7420 personnes.

## Origine du nom
D'après une anecdote dont on ignore l'origine, Tadighoust doit son nom à un incendie qui a ravagé la grande forêt de pin (taïda en berbère), les gens se passaient la nouvelle de la catastrophe en berbère « taïda ighoussene » (le pin brûlé) et de ce temps on l'appelait Tadighoust.